# Guylaine Berger
Pour les articles homonymes, voir Berger (homonymie).
Guylaine Berger, née le 12 avril 1956, est une nageuse française.
Elle est membre de l'équipe de France aux Jeux olympiques d'été de 1972, aux Jeux olympiques d'été de 1976 et aux Jeux olympiques d'été de 1980. Elle obtient notamment une sixième place en finale du 4 × 100 mètres nage libre en 1976 et une septième place sur 100 mètres nage libre en 1980.
Elle remporte aux championnats d'Europe de natation 1974 la médaille de bronze en relais 4 × 100 mètres nage libre.
Elle est championne de France du 100 mètres nage libre à quinze reprises (été 1972, hivers et étés 1973 à 1976, hiver 1977, été 1978, hivers et étés 1979 et 1980) et du 200 mètres nage libre à huit reprises (hiver 1974, hivers et étés 1975 et 1976, hiver 1977, étés 1978 et 1980).